# محمد عابد أفندي
الأمير محمد عابد أفندي (بالتركية العثمانية: شهزادہ محمد عابد)‏ (17 سبتمبر 1905م- 8 ديسمبر 1973م)، هو أمير عثماني وأحد أبناء السلطان عبد الحميد الثاني.

## النشأة
ولد الأمير محمد عابد في 17 سبتمبر 1905م في قصر يلدز والده هو السلطان عبد الحميد الثاني، كانت لديه أخت اصغر منه بثلاث سنوات لكنها توفيت في طفولتها. والدته هي صالحة ناجية خانم، في 27 أبريل 1909، خُلع السلطان عبد الحميد بأنقلاب وأُرسل إلى المنفى في سالونيك فذهب الأمير محمد عابد ووالدته مع السلطان وعاشوا في قصر بكلربكي وبعد سقوط سالونيك وسيطرة اليونان عليها في عام 1912م عادَ السلطان عبد الحميد إلى العاصمة أسطنبول وأستقر في قصر بيلربي  تم ختان الأمير محمد عابد في 9 أكتوبر 1913م. توفي السلطان عبد الحميد في عام 1918م عندما كان عمر الأمير ثلاثة عشر عاماً، تم تعليم عابد في مدرسة غلطة سراي الثانوية، كان المسؤول عنه هو توفيق باي، بعد تخرجه من الثانوية ألتحق بالكلية العسكرية العثمانية حتى أصبح ملازم أول في الجيش العثماني، وخدمَ كذلك مساعداً للسلطان محمد السادس، توفيت والدته عام 1923م عندما كان عمره تسعة عشر عاماً، بين عامي 1918م و 1922م، عاش عابد في قصر يلدز، وبين عامي 1922م و 1924م، عاش في قصر إرينكوي .

## حياته في المنفى
تم نفي عائلة آل عثمان في مارس 1924م واستقر عابد في بيروت، لبنان وكان يقضي معظم الوقت في جونيه، لبنان مع أخيه الأكبر الأمير محمد سليم أفندي، وفي الصيف يذهب إلى منطقة تدعى عاليه، ثم ذهب إلى باريس حيث أقام مع أخته الكبرى عائشة سلطان وعمل كبائع صابون، في 14 يناير 1925م، أعطى وكالة المحاماة إلى محامي يهودي تركي يدعى سامي غونزبرغ، وأذن له باستعادة المباني والأراضي والمناجم والامتيازات التي تركها عبد الحميد في الأراضي التركية وأماكن أخرى.
ألتحق بكلية الحقوق في باريس وكلية العلوم السياسية، تخرج منها عامي 1936م و 1937م، حصل على الدكتوراه في القانون من جامعة السوربون ذهب كذلك إلى معهد اللغات والحضارات الشرقية بباريس درس فيه اللغة الفارسية وآدابها وتخرج منه.
بين عامي 1936م و 1939م، عينه أحمد زوغو سفيراً لألبانيا في فرنسا.
بين عامي 1940م و 1948م، عاش لفترات قصيرة في تولوز ونيس ومدريد ولشبونة والقاهرة والإسكندرية وتيرانا.

## حياته الشخصية
في عام 1930م، أراد الزواج من ابنة السلطان عبد المجيد الثاني ومهيستي خانم السلطانة دورشيفار فطلب يد ابنتهما ولكن السلطان عبد المجيد رفض ذلك، على أساس أنها لاتزال قاصر. في عام 1934م، تم محاولة ترتيب زواجه من مهربان مهرشاہ سلطان، ابنة الأمير يوسف عز الدين، ثم من ابنة أحد حكام ولاية حيدر أباد، لكن لم يتحقق أي منها.
لكنه تزوج لاحقاً من بينارديل فهرية خانم حتى وفاتها في عام في1934م، وفي عام 1936م تزوج من سنية زوغو خانم وهي أخت ملك ألبانيا أحمد زوغو ولكنهما انفصلا في العام 1948م ولم ينجبا أولادا. دعته اليابان لإعلانه إمبراطورا على تركستان بعد مقتل ابن أخيه محمد عبد الكريم أفندي لكنه اعتذر عن ذلك ولم يذهب.

## شخصيته
يقال أن الأمير محمد عابد ذكياً ومثقفاً ومهتماً بالتاريخ وكان وسيما ويرتدي ملابس أنيقة ونظيفة، قبل وفاته كان يقضي وقته في المكتبات. كان يتحدث اللغة التركية والفرنسية، وكان يعرف اللغتين العربية والفارسية، عُرض عليه عدة مرات ان يتم تدوين ذكرياته حول والده. ومع ذلك، فقد رفض تلك العروض. كان يرفض عمومًا طلبات الصحفيين لمقابلته. كان يتكلم قليلا جداً وكان متواضعاً جداً.

## وفاته
أستقر الأمير في بيروت عام 1966م حيث توفي بنوبة قلبية في 8 ديسمبر 1973م ودفن في التكية السليمانية بدمشق، سوريا.